# Lliga de Campions de la UEFA 2008-09
La Lliga de Campions de la UEFA 2008-09 fou l'edició número 54 de la història de la competició. Es disputà entre el juliol del 2008 i el maig del 2009. Fou l'última edició amb l'actual format de classificació, segons va acordar el comitè executiu de la UEFA el 30 de novembre del 2007. La final es jugà a l'Estadi Olímpic de Roma. El guanyador, el Futbol Club Barcelona, va obtenir el dret de representar Europa en el Campionat del Món de Clubs de futbol 2009.

## Fase de classificació

### Primera ronda de classificació
15/16 de juliol i 22/23 de juliol de 2008.
| Equip 1              | Global | Equip 2                | Anada | Tornada |
| -------------------- | ------ | ---------------------- | ----- | ------- |
| Linfield             | 1–3    | NK Dinamo de Zagreb    | 0–2   | 1–1     |
| Valletta             | 0–3    | FK Artmedia Petržalka  | 0–2   | 0–1     |
| Dinamo Tbilisi       | 3–1    | NSÍ Runavík            | 3–0   | 0–1     |
| Santa Coloma         | 2–7    | FBK Kaunas             | 1–4   | 1–3     |
| SS Murata            | 0–9    | IFK Göteborg           | 0–5   | 0–4     |
| Llanelli AFC         | 1–4    | FK Ventspils           | 1–0   | 0–4     |
| Anorthosis Famagusta | 3–0    | FC Pyunik              | 1–0   | 2–0     |
| FC Inter Baku        | 1–1    | FK Rabotnički          | 0–0   | 1–1     |
| Tampere United       | 3–2    | FK Budućnost Podgorica | 2–1   | 1–1     |
| F91 Dudelange        | 0–3    | NK Domzale             | 0–1   | 0–2     |
| KS Dinamo Tirana     | 1–4    | FK Modriča             | 0–2   | 1–2     |
| Drogheda United      | 3–1    | Levadia Tallinn        | 2–1   | 1–0     |
| BATE Borisov         | 3–0    | Valur                  | 2–0   | 1–0     |
| Aktobe               | 1–4    | Sheriff Tiraspol       | 1–0   | 0–4     |

### Segona ronda de classificació
29/30 de juliol i 5/6 d'agost de 2008.
| Partit | Equip 1              | Resultat global | Equip 2               | Resultat anada | Resultat tornada |
| ------ | -------------------- | --------------- | --------------------- | -------------- | ---------------- |
| A      | Glasgow Rangers      | 1:2             | FBK Kaunas            | 0:0            | 1:2              |
| B      | Panathinaikos        | 3:0             | Dinamo Tbilisi        | 3:0            | 0:0              |
| C      | IFK Göteborg         | 3:5             | Basel                 | 1:1            | 2:4              |
| D      | Fenerbahçe           | 7:0             | MTK Budapest          | 2:0            | 5:0              |
| E      | Anderlecht           | 3:4             | BATE Borisov          | 1:2            | 2:2              |
| F      | Sheriff Tiraspol     | 0:3             | AC Sparta Praha       | 0:1            | 0:2              |
| G      | Drogheda United      | 3:4             | FC Dinamo de Kíev     | 1:2            | 2:2              |
| H      | FC Inter Baku        | 1:3             | FK Partizan           | 1:1            | 0:2              |
| I      | NK Domzale           | 2:6             | NK Dinamo de Zagreb   | 0:3            | 2:3              |
| J      | Beitar Jerusalem FC  | 2:6             | Wisła Kraków          | 2:1            | 0:5              |
| K      | Tampere United       | 3:7             | FK Artmedia Petržalka | 1:3            | 2:4              |
| L      | Aalborg              | 7:1             | FK Modriča            | 5:0            | 2:1              |
| M      | SK Brann             | 2:2             | FK Ventspils          | 1:0            | 1:2              |
| N      | Anorthosis Famagusta | 4:3             | Rapid Vienna          | 3:0            | 1:3              |

### Tercera ronda de classificació
12/13 d'agost i 16/17 d'agost de 2008.
| Partit | Equip 1              | Resultat global | Equip 2                | Resultat anada | Resultat tornada |
| ------ | -------------------- | --------------- | ---------------------- | -------------- | ---------------- |
| -      | Aalborg              | 4:0             | FBK Kaunas             | 2:0            | 2:0              |
| -      | AC Sparta Praha      | 1:3             | Panathinaikos          | 1:2            | 0:1              |
| -      | Vitoria Guimaraes    | 1:2             | Basel                  | 0:0            | 1:2              |
| -      | FK Partizan          | 3:4             | Fenerbahçe             | 2:2            | 1:2              |
| -      | Levski Sofia         | 1:2             | BATE Borisov           | 0:1            | 1:1              |
| -      | FC Schalke 04        | 1:4             | Atlètic de Madrid      | 1:0            | 0:4              |
| -      | Spartak Moscou       | 2:8             | FC Dinamo de Kíev      | 1:4            | 1:4              |
| -      | Standard Liège       | 0:1             | Liverpool FC           | 0:0            | 0:1              |
| -      | Xakhtar Donetsk      | 5:1             | NK Dinamo de Zagreb    | 2:0            | 3:1              |
| -      | FC Barcelona         | 4:1             | Wisła Kraków           | 4:0            | 0:1              |
| -      | Juventus FC          | 5:1             | FK Artmedia Petržalka  | 4:0            | 1:1              |
| -      | FC Twente            | 0:6             | Arsenal FC             | 0:2            | 0:4              |
| -      | SK Brann             | 1:3             | Olympique de Marseille | 0:1            | 1:2              |
| -      | Anorthosis Famagusta | 3:1             | Olympiakos             | 3:0            | 0:1              |
| -      | ACF Fiorentina       | 2:0             | SK Slavia Praha        | 2:0            | 0:0              |
| -      | Galatasaray SK       | 2:3             | Steaua Bucarest        | 2:2            | 0:1              |

## Fase de grups

### Grup A
| Equip              | Pts | PJ | PG | PE | PP | GF | GC | DG |
| ------------------ | --- | -- | -- | -- | -- | -- | -- | -- |
| AS Roma            | 12  | 6  | 4  | 0  | 2  | 12 | 6  | +6 |
| Chelsea FC         | 11  | 6  | 3  | 2  | 1  | 9  | 5  | +4 |
| Girondins Bordeaux | 7   | 6  | 2  | 1  | 3  | 5  | 11 | -6 |
| CFR Cluj           | 4   | 6  | 1  | 1  | 4  | 5  | 9  | -4 |

| Chelsea FC                                              | 4 - 0 | Girondins Bordeaux |
| ------------------------------------------------------- | ----- | ------------------ |
| Lampard 14' · Joe Cole 30' · Malouda 82' · Anelka 90+2' |       |                    |

| AS Roma     | 1 - 2 | CFR Cluj       |
| ----------- | ----- | -------------- |
| Panucci 17' |       | Culio 27', 49' |

| CFR Cluj | 0 - 0 | Chelsea FC |
| -------- | ----- | ---------- |
|          |       |            |

| Girondins    | 1 - 3 | AS Roma                         |
| ------------ | ----- | ------------------------------- |
| Gourcuff 18' |       | Vučinić 54' · Baptista 71', 83' |

| Girondins    | 1 - 0 | CFR Cluj |
| ------------ | ----- | -------- |
| Cadú 54 (pp) |       |          |

| Chelsea FC | 1 - 0 | AS Roma |
| ---------- | ----- | ------- |
| Terry 77'  |       |         |

| CFR Cluj | 1 - 2 | Girondins                |
| -------- | ----- | ------------------------ |
| Dani 9'  |       | Gourcuff 6' · Wendel 38' |

| AS Roma                        | 3 - 1 | Chelsea FC |
| ------------------------------ | ----- | ---------- |
| Panucci 34' · Vučinić 48', 58' |       | Terry 75'  |

| Girondins  | 1 - 1 | Chelsea FC |
| ---------- | ----- | ---------- |
| Diarra 83' |       | Anelka 60' |

| CFR Cluj | 1 - 3 | AS Roma                     |
| -------- | ----- | --------------------------- |
| Kone 30' |       | Brighi 11', 64' · Totti 23' |

| Chelsea FC             | 2 - 1 | CFR Cluj |
| ---------------------- | ----- | -------- |
| Kalou 40' · Drogba 71' |       | Kone 55' |

| AS Roma                | 2 - 0 | Girondins |
| ---------------------- | ----- | --------- |
| Brighi 61' · Totti 79' |       |           |

### Grup B
| Equip                | Pts | PJ | PG | PE | PP | GF | GC | DG |
| -------------------- | --- | -- | -- | -- | -- | -- | -- | -- |
| Panathinaikos FC     | 10  | 6  | 3  | 1  | 2  | 8  | 7  | +1 |
| Inter Milano         | 8   | 6  | 2  | 2  | 2  | 8  | 7  | +1 |
| Werder Bremen        | 7   | 6  | 1  | 4  | 1  | 7  | 9  | -2 |
| Anorthosis Famagusta | 6   | 6  | 1  | 3  | 2  | 8  | 8  | +0 |

| Panathinaikos FC | 0 - 2 | Inter Milano              |
| ---------------- | ----- | ------------------------- |
|                  |       | Mancini 27' · Adriano 85' |

| Werder Bremen | 0 - 0 | Anorthosis Famagusta |
| ------------- | ----- | -------------------- |
|               |       |                      |

| Anorthosis Famagusta                             | 3 - 1 | Panathinaikos FC      |
| ------------------------------------------------ | ----- | --------------------- |
| Sarriegi 11' (pp) · Dobrašinović 15' · Taher 78' |       | Salpinguidis 28' (p.) |

| Inter Milano | 1 - 1 | Werder Bremen |
| ------------ | ----- | ------------- |
| Maicon 13'   |       | Pizarro 62'   |

| Inter Milano              | 1 - 0 | Anorthosis Famagusta |
| ------------------------- | ----- | -------------------- |
| Adriano Leite Ribeiro 44' |       |                      |

| Panathinaikos FC  | 2 - 2 | Werder Bremen                 |
| ----------------- | ----- | ----------------------------- |
| Mantzios 36', 68' |       | Mertesacker 29' · Almeida 82' |

| Anorthosis Famagusta                    | 3 - 3 | Inter Milano                             |
| --------------------------------------- | ----- | ---------------------------------------- |
| Bardon 31' · Panagi 45+1' · Frousos 50' |       | Balotelli 13' · Materazzi 44' · Cruz 80' |

| Werder Bremen | 0 - 3 | Panathinaikos FC                           |
| ------------- | ----- | ------------------------------------------ |
|               |       | Mantzios 58' · Karagunis 70' · Tziolis 83' |

| Inter Milano | 0 - 1 | Panathinaikos FC |
| ------------ | ----- | ---------------- |
|              |       | Sarriegi 69'     |

| Anorthosis Famagusta     | 2 - 2 | Werder Bremen                |
| ------------------------ | ----- | ---------------------------- |
| Nicolaou 62' · Sávio 68' |       | Diego 72' (p.) · Almeida 87' |

| Panathinaikos FC | 1 - 0 | Anorthosis Famagusta |
| ---------------- | ----- | -------------------- |
| Karagunis 69'    |       |                      |

| Werder Bremen               | 2 - 1 | Inter Milano    |
| --------------------------- | ----- | --------------- |
| Pizarro 63' · Rosenberg 81' |       | Ibrahimovic 88' |

### Grup C
| Equip           | Pts | PJ | PG | PE | PP | GF | GC | DG  |
| --------------- | --- | -- | -- | -- | -- | -- | -- | --- |
| FC Barcelona    | 13  | 6  | 4  | 1  | 1  | 18 | 8  | +10 |
| Sporting Lisboa | 12  | 6  | 4  | 0  | 2  | 8  | 8  | +0  |
| Xakhtar Donetsk | 9   | 6  | 3  | 0  | 3  | 11 | 7  | +4  |
| FC Basel        | 1   | 6  | 0  | 1  | 5  | 2  | 16 | -14 |

| FC Basel      | 1 - 2 | Xakhtar Donetsk                |
| ------------- | ----- | ------------------------------ |
| Abraham 90+3' |       | Fernandinho 25' · Jadson 45+1' |

| FC Barcelona                            | 3 - 1 | Sporting Lisboa |
| --------------------------------------- | ----- | --------------- |
| Márquez 21' · Eto'o 60' (p.) · Xavi 87' |       | Tonel 72'       |

| Sporting Lisboa            | 2 - 0 | FC Basel |
| -------------------------- | ----- | -------- |
| Romagnoli 55' · Derlei 86' |       |          |

| Xakhtar Donetsk | 1 - 2 | FC Barcelona     |
| --------------- | ----- | ---------------- |
| Ilsinho 45'     |       | Messi 87', 90+4' |

| Xakhtar Donetsk | 0 - 1 | Sporting Lisboa |
| --------------- | ----- | --------------- |
|                 |       | Liédson 76'     |

| FC Basel | 0 - 5 | FC Barcelona                                        |
| -------- | ----- | --------------------------------------------------- |
|          |       | Messi 4' · Busquets 15' · Bojan 22', 46' · Xavi 48' |

| Sporting Lisboa | 1 - 0 | Xakhtar Donetsk |
| --------------- | ----- | --------------- |
| Derlei 73'      |       |                 |

| FC Barcelona | 1 - 1 | FC Basel     |
| ------------ | ----- | ------------ |
| Messi 62'    |       | Derdiyok 82' |

| Xakhtar Donetsk                                    | 5 - 0 | FC Basel |
| -------------------------------------------------- | ----- | -------- |
| Jádson 32', 65', 72' · Willian 50' · Seleznyov 75' |       |          |

| Sporting Lisboa          | 2 - 5 | FC Barcelona                                                          |
| ------------------------ | ----- | --------------------------------------------------------------------- |
| Veloso 65' · Liédson 66' |       | Henry 14' · Piqué 17' · Messi 49' · Caneira 67' (pp) · Bojan 73' (p.) |

| FC Basel | 0 - 1 | Sporting Lisboa |
| -------- | ----- | --------------- |
|          |       | Djaló 19'       |

| FC Barcelona                | 2 - 3 | Xakhtar Donetsk                   |
| --------------------------- | ----- | --------------------------------- |
| Sylvinho 59' · Busquets 83' |       | Hladky 31', 58' · Fernandinho 76' |

### Grup D
| Equip                  | Pts | PJ | PG | PE | PP | GF | GC | DG |
| ---------------------- | --- | -- | -- | -- | -- | -- | -- | -- |
| Liverpool FC           | 14  | 6  | 4  | 2  | 0  | 11 | 5  | +6 |
| Atlètic de Madrid      | 12  | 6  | 3  | 3  | 0  | 9  | 4  | +5 |
| Olympique de Marseille | 4   | 6  | 1  | 1  | 4  | 5  | 7  | -2 |
| PSV Eindhoven          | 3   | 6  | 1  | 0  | 5  | 5  | 14 | -9 |

| PSV Eindhoven | 0 - 3 | Atlètic de Madrid            |
| ------------- | ----- | ---------------------------- |
|               |       | Agüero 9', 36' · Maniche 54' |

| Olympique de Marseille | 1 - 2 | Liverpool FC          |
| ---------------------- | ----- | --------------------- |
| Cana 23'               |       | Gerrard 26', 32' (p.) |

| Liverpool FC                      | 3 - 1 | PSV Eindhoven  |
| --------------------------------- | ----- | -------------- |
| Kuyt 4' · Keane 34' · Gerrard 76' |       | Koevermans 78' |

| Atlètic de Madrid           | 2 - 1 | Olympique de Marseille |
| --------------------------- | ----- | ---------------------- |
| Agüero 4' · Raúl García 22' |       | Niang 16'              |

| Atlètic de Madrid | 1 - 1 | Liverpool FC |
| ----------------- | ----- | ------------ |
| Simao 83'         |       | Keane 14'    |

| PSV Eindhoven       | 2 - 0 | Olympique de Marseille |
| ------------------- | ----- | ---------------------- |
| Koevermans 71', 85' |       |                        |

| Liverpool FC       | 1 - 1 | Atlètic de Madrid |
| ------------------ | ----- | ----------------- |
| Gerrard 90+5' (p.) |       | Maxi 37'          |

| Olympique de Marseille    | 3 - 0 | PSV Eindhoven |
| ------------------------- | ----- | ------------- |
| Koné 30' · Niang 63', 71' |       |               |

| Atlètic de Madrid    | 2 - 1 | PSV Eindhoven  |
| -------------------- | ----- | -------------- |
| Simao 14' · Maxi 28' |       | Koevermans 47' |

| Liverpool FC | 1 - 0 | Olympique de Marseille |
| ------------ | ----- | ---------------------- |
| Gerrard 23'  |       |                        |

| PSV Eindhoven | 1 - 3 | Liverpool FC                        |
| ------------- | ----- | ----------------------------------- |
| Lazovic 36'   |       | Babel 45+2' · Riera 68' · N'Gog 77' |

| Olympique de Marseille | 0 - 0 | Atlètic de Madrid |
| ---------------------- | ----- | ----------------- |
|                        |       |                   |

### Grup E
| Equip                | Pts | PJ | PG | PE | PP | GF | GC | DG |
| -------------------- | --- | -- | -- | -- | -- | -- | -- | -- |
| Manchester United FC | 10  | 6  | 2  | 4  | 0  | 9  | 3  | +6 |
| Vila-real CF         | 9   | 6  | 2  | 3  | 1  | 9  | 7  | +2 |
| Aalborg              | 6   | 6  | 1  | 3  | 2  | 9  | 14 | -5 |
| Celtic FC            | 5   | 6  | 1  | 2  | 3  | 4  | 7  | -3 |

| Manchester United FC | 0 - 0 | Vila-real CF |
| -------------------- | ----- | ------------ |
|                      |       |              |

| Celtic FC | 0 - 0 | Aalborg |
| --------- | ----- | ------- |
|           |       |         |

| Aalborg | 0 - 3 | Manchester United FC           |
| ------- | ----- | ------------------------------ |
|         |       | Rooney 22' · Berbàtov 55', 79' |

| Vila-real CF | 1 - 0 | Celtic FC |
| ------------ | ----- | --------- |
| Senna 67'    |       |           |

| Vila-real CF                                                   | 6 - 3 | Aalborg                                         |
| -------------------------------------------------------------- | ----- | ----------------------------------------------- |
| Rossi 28' · Capdevila 33' · Llorente 67', 70', 84' · Pirès 79' |       | Saganowski 19' · Enevoldsen 36' · Johansson 77' |

| Manchester United FC           | 3 - 0 | Celtic FC |
| ------------------------------ | ----- | --------- |
| Berbàtov 30', 51' · Rooney 76' |       |           |

| Aalborg             | 2 - 2 | Vila-real CF           |
| ------------------- | ----- | ---------------------- |
| Curth 54' · Due 81' |       | Rossi 41' · Franco 75' |

| Celtic FC    | 1 - 1 | Manchester United FC |
| ------------ | ----- | -------------------- |
| McDonald 13' |       | Giggs 84'            |

| Vila-real CF | 0 - 0 | Manchester United FC |
| ------------ | ----- | -------------------- |
|              |       |                      |

| Aalborg                      | 2 - 1 | Celtic FC  |
| ---------------------------- | ----- | ---------- |
| Cacá 73' · Caldwell 87' (pp) |       | Robson 53' |

| Manchester United FC  | 2 - 2 | Aalborg                    |
| --------------------- | ----- | -------------------------- |
| Tévez 3' · Rooney 52' |       | Jakobsen 31' · Curth 45+2' |

| Celtic FC                   | 2 - 0 | Vila-real CF |
| --------------------------- | ----- | ------------ |
| Maloney 14' · McGeady 45+2' |       |              |

### Grup F
| Equip              | Pts | PJ | PG | PE | PP | GF | GC | DG |
| ------------------ | --- | -- | -- | -- | -- | -- | -- | -- |
| Bayern de Múnic    | 14  | 6  | 4  | 2  | 0  | 12 | 4  | +8 |
| Olympique Lyonnais | 11  | 6  | 3  | 2  | 1  | 14 | 10 | +4 |
| ACF Fiorentina     | 6   | 6  | 1  | 3  | 2  | 5  | 8  | -3 |
| Steaua Bucarest    | 1   | 6  | 0  | 1  | 5  | 3  | 12 | -9 |

| Steaua Bucarest | 0 - 1 | Bayern de Múnic |
| --------------- | ----- | --------------- |
|                 |       | van Buyten 15'  |

| Olympique Lyonnais          | 2 - 2 | ACF Fiorentina     |
| --------------------------- | ----- | ------------------ |
| Piquionne 73' · Benzema 86' |       | Gilardino 11', 42' |

| ACF Fiorentina | 0 - 0 | Steaua Bucarest |
| -------------- | ----- | --------------- |
|                |       |                 |

| Bayern de Múnic | 1 - 1 | Olympique Lyonnais  |
| --------------- | ----- | ------------------- |
| Ze Roberto 52'  |       | Demichelis 25' (pp) |

| Bayern de Múnic                                | 3 - 0 | ACF Fiorentina |
| ---------------------------------------------- | ----- | -------------- |
| Klose 4' · Schweinsteiger 25' · Ze Roberto 90' |       |                |

| Steaua Bucarest                    | 3 - 5 | Olympique Lyonnais                             |
| ---------------------------------- | ----- | ---------------------------------------------- |
| Arthuro 8' · Goian 11' · Petre 45' |       | Keïta 23' · Benzema 33', 71' · Fred 69', 90+2' |

| ACF Fiorentina | 1 - 1 | Bayern de Múnic |
| -------------- | ----- | --------------- |
| Mutu 11'       |       | Borowski 78'    |

| Olympique Lyonnais           | 2 - 0 | Steaua Bucarest |
| ---------------------------- | ----- | --------------- |
| Juninho 44' · Réveillère 89' |       |                 |

| Bayern de Múnic           | 3 - 0 | Steaua Bucarest |
| ------------------------- | ----- | --------------- |
| Klose 57', 71' · Toni 61' |       |                 |

| ACF Fiorentina | 1 - 2 | Olympique Lyonnais       |
| -------------- | ----- | ------------------------ |
| Gilardino 45'  |       | Makoun 15' · Benzema 27' |

| Steaua Bucarest | 0 - 1 | ACF Fiorentina |
| --------------- | ----- | -------------- |
|                 |       | Gilardino 66'  |

| Olympique Lyonnais      | 2 - 3 | Bayern de Múnic             |
| ----------------------- | ----- | --------------------------- |
| Govou 52' · Benzema 68' |       | Klose 11', 37' · Ribéry 34' |

### Grup G
| Equip             | Pts | PJ | PG | PE | PP | GF | GC | DG |
| ----------------- | --- | -- | -- | -- | -- | -- | -- | -- |
| FC Porto          | 12  | 6  | 4  | 0  | 2  | 9  | 8  | +1 |
| Arsenal FC        | 11  | 6  | 3  | 2  | 1  | 11 | 5  | +6 |
| FC Dinamo de Kíev | 8   | 6  | 2  | 2  | 2  | 4  | 4  | +0 |
| Fenerbahçe SK     | 2   | 6  | 0  | 2  | 4  | 4  | 11 | -7 |

| FC Porto                              | 3 - 1 | Fenerbahçe SK |
| ------------------------------------- | ----- | ------------- |
| Lisandro 10' · Lucho 13' · Lino 90+2' |       | Güiza 29'     |

| FC Dinamo de Kíev | 1 - 1 | Arsenal FC |
| ----------------- | ----- | ---------- |
| Bangoura 63' (p.) |       | Gallas 88' |

| Arsenal FC                                   | 4 - 0 | FC Porto |
| -------------------------------------------- | ----- | -------- |
| van Persie 31', 48' · Adebayor 40', 71' (p.) |       |          |

| Fenerbahçe SK | 0 - 0 | FC Dinamo de Kíev |
| ------------- | ----- | ----------------- |
|               |       |                   |

| Fenerbahçe SK                  | 2 - 5 | Arsenal FC                                                       |
| ------------------------------ | ----- | ---------------------------------------------------------------- |
| Silvestre 19' (pp) · Güiza 78' |       | Adebayor 10' · Walcott 11' · Diaby 22' · Song 49' · Ramsey 90+4' |

| FC Porto | 0 - 1 | FC Dinamo de Kíev |
| -------- | ----- | ----------------- |
|          |       | Alíev 27'         |

| Arsenal FC | 0 - 0 | Fenerbahçe SK |
| ---------- | ----- | ------------- |
|            |       |               |

| FC Dinamo de Kíev | 1 - 2 | FC Porto                  |
| ----------------- | ----- | ------------------------- |
| Milevski 21'      |       | Rolando 69' · Lucho 90+2' |

| Fenerbahçe SK      | 1 - 2 | FC Porto          |
| ------------------ | ----- | ----------------- |
| Kazim-Richards 63' |       | Lisandro 19', 28' |

| Arsenal FC   | 1 - 0 | FC Dinamo de Kíev |
| ------------ | ----- | ----------------- |
| Bendtner 87' |       |                   |

| FC Porto                       | 2 - 0 | Arsenal FC |
| ------------------------------ | ----- | ---------- |
| Bruno Alves 39' · Lisandro 54' |       |            |

| FC Dinamo de Kíev | 1 - 0 | Fenerbahçe SK |
| ----------------- | ----- | ------------- |
| Eremenko 20'      |       |               |

### Grup H
| Equip        | Pts | PJ | PG | PE | PP | GF | GC | DG |
| ------------ | --- | -- | -- | -- | -- | -- | -- | -- |
| Juventus FC  | 12  | 6  | 3  | 3  | 0  | 7  | 3  | +4 |
| Reial Madrid | 12  | 6  | 4  | 0  | 2  | 9  | 5  | +4 |
| FC Zenit     | 5   | 6  | 1  | 2  | 3  | 4  | 7  | -3 |
| BATE Borisov | 3   | 6  | 0  | 3  | 3  | 3  | 8  | -5 |

| Juventus FC   | 1 - 0 | FC Zenit |
| ------------- | ----- | -------- |
| Del Piero 76' |       |          |

| Reial Madrid                          | 2 - 0 | BATE Borisov |
| ------------------------------------- | ----- | ------------ |
| Sergio Ramos 11' · van Nistelrooy 57' |       |              |

| BATE Borisov                | 2 - 2 | Juventus FC         |
| --------------------------- | ----- | ------------------- |
| Kryvets 17' · Stasevich 23' |       | Iaquinta 29', 45+3' |

| FC Zenit  | 1 - 2 | Reial Madrid                         |
| --------- | ----- | ------------------------------------ |
| Danny 25' |       | Hubočan 3' (pp) · van Nistelrooy 31' |

| FC Zenit  | 1 - 1 | BATE Borisov   |
| --------- | ----- | -------------- |
| Tekke 80' |       | Nekhaychik 52' |

| Juventus FC               | 2 - 1 | Reial Madrid       |
| ------------------------- | ----- | ------------------ |
| Del Piero 5' · Amauri 49' |       | van Nistelrooy 66' |

| BATE Borisov | 0 - 2 | FC Zenit                     |
| ------------ | ----- | ---------------------------- |
|              |       | Pogrebniak 34' · Danny 90+4' |

| Reial Madrid | 0 - 2 | Juventus FC        |
| ------------ | ----- | ------------------ |
|              |       | Del Piero 17', 67' |

| FC Zenit | 0 - 0 | Juventus FC |
| -------- | ----- | ----------- |
|          |       |             |

| BATE Borisov | 0 - 1 | Reial Madrid |
| ------------ | ----- | ------------ |
|              |       | Raúl 7'      |

| Juventus FC | 0 - 0 | BATE Borisov |
| ----------- | ----- | ------------ |
|             |       |              |

| Reial Madrid               | 3 - 0 | FC Zenit |
| -------------------------- | ----- | -------- |
| Raúl 25', 57' · Robben 50' |       |          |

## Vuitens de final
| 25 de febrer de 2009 - 20:45 |           |             |                                                           |
| Chelsea FC                   | 1-0 (1-0) | Juventus FC | Stamford Bridge (Londres) Olegário Benquerença (Portugal) |
| Drogba 12'                   |           |             | Stamford Bridge (Londres) Olegário Benquerença (Portugal) |

| 10 de març de 2009 - 20:45     |           |                         |                                                     |
| Juventus FC                    | 2-2 (1-1) | Chelsea FC              | Estadi delle Alpi (Torí) Undiano Mallenco (Espanya) |
| Iaquinta 19' Del Piero 74' (p) |           | Essien 45+1' Drogba 83' | Estadi delle Alpi (Torí) Undiano Mallenco (Espanya) |

| 25 de febrer de 2009 - 20:45 |           |                  |                                                 |
| Vila-real CF                 | 1-1 (1-1) | Panathinaikos FC | El Madrigal (Vila-real) Konrad Plautz (Àustria) |
| Rossi 67' (p)                |           | Karagunis 59'    | El Madrigal (Vila-real) Konrad Plautz (Àustria) |

| 10 de març de 2009 - 20:45 |           |                          |                                                        |
| Panathinaikos FC           | 1-2 (0-0) | Vila-real CF             | Apostolos Nikolaidis (Atenes) Massimo Busacca (Suïssa) |
| Mantzios 55'               |           | Ibagaza 49' Llorente 70' | Apostolos Nikolaidis (Atenes) Massimo Busacca (Suïssa) |

| 25 de febrer de 2009 - 20:45 |           |                                               |                                                |
| Sporting Lisboa              | 0-5 (5-0) | Bayern de Múnic                               | José Alvalade (Lisboa) Bertrand Layec (França) |
|                              |           | Ribéry 42', 63' (p) Klose 57' Luca 84', 90+1' | José Alvalade (Lisboa) Bertrand Layec (França) |

| 10 de març de 2009 - 20:45                                                                 |           |                 |                                               |
| Bayern de Múnic                                                                            | 7-1 (4-1) | Sporting Lisboa | Allianz Arena (Múnic) Martin Hansson (Suècia) |
| Podolski 7', 34' Polga 39' (pp) Schweinsteiger 43' Van Bommel 74' Klose 82' (p) Muller 90' |           | Moutinho 42'    | Allianz Arena (Múnic) Martin Hansson (Suècia) |

| 24 de febrer de 2009 - 20:45   |           |                   |                                                           |
| Atlètic de Madrid              | 2-2 (2-1) | FC Porto          | Estadi Vicente Calderón (Madrid) Howard Webb (Anglaterra) |
| Maxi Rodríguez 3' Forlán 45+2' |           | Lisandro 22', 72' | Estadi Vicente Calderón (Madrid) Howard Webb (Anglaterra) |

| 11 de març de 2009 - 20:45 |     |                   |                                                       |
| FC Porto                   | 0-0 | Atlètic de Madrid | Estádio do Dragão (Porto) Pieter Vink (Països Baixos) |
|                            |     |                   | Estádio do Dragão (Porto) Pieter Vink (Països Baixos) |

| 24 de febrer de 2009 - 20:45 |           |              |                                                  |
| Olympique Lyonnais           | 1-1 (1-1) | FC Barcelona | Stade de Gerland (Lió) Wolfgang Stark (Alemanya) |
| Juninho 7'                   |           | Henry 67'    | Stade de Gerland (Lió) Wolfgang Stark (Alemanya) |

| 11 de març de 2009 - 20:45                   |           |                        |                                            |
| FC Barcelona                                 | 5-2 (4-1) | Olympique Lyonnais     | Camp Nou (Barcelona) Tom Henning (Noruega) |
| Henry 25', 27' Messi 40' Eto'o 43' Keita 90' |           | Makoun 44' Juninho 48' | Camp Nou (Barcelona) Tom Henning (Noruega) |

| 25 de febrer de 2009 - 20:45 |           |              |                                                     |
| Reial Madrid                 | 0-1 (1-0) | Liverpool FC | Santiago Bernabéu (Madrid) Roberto Rosetti (Itàlia) |
|                              |           | Benayoun 82' | Santiago Bernabéu (Madrid) Roberto Rosetti (Itàlia) |

| 10 de març de 2009 - 20:45                  |           |              |                                                  |
| Liverpool FC                                | 4-0 (2-0) | Reial Madrid | Anfield (Liverpool) Frank De Bleeckere (Bèlgica) |
| Torres 16' Gerrard 28' (p), 47' Dossena 88' |           |              | Anfield (Liverpool) Frank De Bleeckere (Bèlgica) |

| 24 de febrer de 2009 - 20:45 |           |         |                                                        |
| Arsenal FC                   | 1-0 (1-0) | AS Roma | Emirates Stadium (Londres) Claus Bo Larsen (Dinamarca) |
| van Persie (p) 37'           |           |         | Emirates Stadium (Londres) Claus Bo Larsen (Dinamarca) |

| 11 de març de 2009 - 20:45 |                        |            |                                                 |
| AS Roma                    | 1-0 (1-0) penals (6-7) | Arsenal FC | Estadi Olímpic (Roma) Mejuto González (Espanya) |
| Dos Santos 9'              |                        |            | Estadi Olímpic (Roma) Mejuto González (Espanya) |

| 24 de febrer de 2009 - 20:45 |     |                      |                                                   |
| Inter Milano                 | 0-0 | Manchester United FC | Giuseppe Meazza (Milà) Medina Cantalejo (Espanya) |
|                              |     |                      | Giuseppe Meazza (Milà) Medina Cantalejo (Espanya) |

| 11 de març de 2009 - 20:45     |           |              |                                                     |
| Manchester United FC           | 2-0 (1-0) | Inter Milano | Old Trafford (Manchester) Wolfgang Stark (Alemanya) |
| Vidić 4' Cristiano Ronaldo 49' |           |              | Old Trafford (Manchester) Wolfgang Stark (Alemanya) |

## Quarts de final
| 8 d'abril de 2009 - 20:45         |           |                 |                                               |
| FC Barcelona                      | 4-0 (4-0) | Bayern de Múnic | Camp Nou (Barcelona) Howard Webb (Anglaterra) |
| Messi 9', 38' Eto'o 12' Henry 43' |           |                 | Camp Nou (Barcelona) Howard Webb (Anglaterra) |

| 14 d'abril de 2009 - 20:45 |           |              |                                                |
| Bayern de Múnic            | 1-1 (0-0) | FC Barcelona | Allianz Arena (Múnic) Roberto Rosetti (Itàlia) |
| Ribéry 47'                 |           | Keita 78'    | Allianz Arena (Múnic) Roberto Rosetti (Itàlia) |

| 8 d'abril de 2009 - 20:45 |           |                              |                                                 |
| Liverpool FC              | 1-3 (1-1) | Chelsea FC                   | Anfield (Liverpool) Claus Bo Larsen (Dinamarca) |
| Torres 6'                 |           | Ivanovic 39', 62' Drogba 66' | Anfield (Liverpool) Claus Bo Larsen (Dinamarca) |

| 14 d'abril de 2009 - 20:45           |           |                                                            |                                                           |
| Chelsea FC                           | 4-4 (0-2) | Liverpool FC                                               | Stamford Bridge (Londres) Luis Medina Cantalejo (Espanya) |
| Drogba 50' Alex 57' Lampard 75', 89' |           | Fabio Aurelio 19' Xabi Alonso 28' Lucas Leiva 81' Kuyt 83' | Stamford Bridge (Londres) Luis Medina Cantalejo (Espanya) |

| 7 d'abril de 2009 - 20:45 |           |                                   |                                                   |
| Manchester United         | 2-2 (1-1) | FC Porto                          | Old Trafford (Manchester) Konrad Plautz (Àustria) |
| Rooney 15' Tevez 85'      |           | Cristian Rodríguez 5' Mariano 89' | Old Trafford (Manchester) Konrad Plautz (Àustria) |

| 15 d'abril de 2009 - 20:45 |           |                      |                                                    |
| FC Porto                   | 0-1 (0-1) | Manchester United    | Estádio do Dragão (Porto) Massimo Busacca (Suïssa) |
|                            |           | Cristiano Ronaldo 6' | Estádio do Dragão (Porto) Massimo Busacca (Suïssa) |

| 7 d'abril de 2009 - 20:45 |           |              |                                                      |
| Vila-real CF              | 1-1 (1-0) | Arsenal FC   | El Madrigal (Vila-real) Tom Henning Øvrebø (Noruega) |
| Senna 9'                  |           | Adebayor 65' | El Madrigal (Vila-real) Tom Henning Øvrebø (Noruega) |

| 15 d'abril de 2009 - 20:45                  |           |              |                                                      |
| Arsenal FC                                  | 3-0 (1-0) | Vila-real CF | Emirates Stadium (Londres) Wolfgang Stark (Alemanya) |
| Walcott 10' Adebayor 60' van Persie 69' (p) |           |              | Emirates Stadium (Londres) Wolfgang Stark (Alemanya) |

## Semifinals
| 28 d'abril de 2009 - 20:45 |     |            |                                                |
| FC Barcelona               | 0-0 | Chelsea FC | Camp Nou (Barcelona) Wolfgang Stark (Alemanya) |
|                            |     |            | Camp Nou (Barcelona) Wolfgang Stark (Alemanya) |

| 6 de maig de 2009 - 20:45 |           |               |                                                        |
| Chelsea FC                | 1-1 (1-0) | FC Barcelona  | Stamford Bridge (Londres) Tom Henning Øvrebø (Noruega) |
| Essien 9'                 |           | Iniesta 90+3' | Stamford Bridge (Londres) Tom Henning Øvrebø (Noruega) |

| 29 d'abril de 2009 - 20:45 |           |            |                                                       |
| Manchester United          | 1-0 (1-0) | Arsenal FC | Old Trafford (Manchester) Claus Bo Larsen (Dinamarca) |
| O'Shea 17'                 |           |            | Old Trafford (Manchester) Claus Bo Larsen (Dinamarca) |

| 5 de maig de 2009 - 20:45 |           |                           |                                                     |
| Arsenal FC                | 1-3 (0-2) | Manchester United         | Emirates Stadium (Londres) Roberto Rosetti (Itàlia) |
| van Persie 76' (p)        |           | Park 8' · Ronaldo 11' 61' | Emirates Stadium (Londres) Roberto Rosetti (Itàlia) |

## Final
| FC Barcelona          | 2 – 0   | Manchester United FC |
| --------------------- | ------- | -------------------- |
| Eto'o 10' · Messi 70' | Informe |                      |

| Barcelona | Manchester United |

| BARCELONA:             |    |                       |     |       |
|                        |    |                       |     |       |
| POR                    | 1  | Víctor Valdés         |     |       |
| LD                     | 5  | Carles Puyol (capità) |     |       |
| DEF                    | 24 | Touré Yaya            |     |       |
| DEF                    | 3  | Gerard Piqué          | 16' |       |
| LE                     | 16 | Sylvinho              |     |       |
| MD                     | 28 | Sergi Busquets        |     |       |
| MC                     | 6  | Xavi                  |     |       |
| MC                     | 8  | Andrés Iniesta        |     | 90+2' |
| ED                     | 10 | Lionel Messi          |     |       |
| EE                     | 14 | Thierry Henry         |     | 72'   |
| DC                     | 9  | Samuel Eto'o          |     |       |
| Substituts:            |    |                       |     |       |
| POR                    | 13 | José Manuel Pinto     |     |       |
| DEF                    | 2  | Martín Cáceres        |     |       |
| DEF                    | 46 | Marc Muniesa          |     |       |
| MIG                    | 15 | Seydou Keita          |     | 72'   |
| DAV                    | 7  | Eiður Guðjohnsen      |     |       |
| DAV                    | 11 | Bojan Krkić           |     |       |
| DAV                    | 27 | Pedro Rodríguez       |     | 90+2' |
| Entrenador:            |    |                       |     |       |
| Josep Guardiola i Sala |    |                       |     |       |

| MANCHESTER UNITED: |    |                     |       |     |
|                    |    |                     |       |     |
| POR                | 1  | Edwin van der Sar   |       |     |
| LD                 | 22 | John O'Shea         |       |     |
| DEF                | 5  | Rio Ferdinand       |       |     |
| DEF                | 15 | Nemanja Vidić       | 90+3' |     |
| LE                 | 3  | Patrice Evra        |       |     |
| MIG                | 8  | Anderson            |       | 46' |
| MIG                | 16 | Michael Carrick     |       |     |
| MIG                | 11 | Ryan Giggs (capità) |       | 75' |
| ED                 | 13 | Park Ji-Sung        |       | 66' |
| EE                 | 10 | Wayne Rooney        |       |     |
| DC                 | 7  | Cristiano Ronaldo   | 78'   |     |
| Substituts:        |    |                     |       |     |
| POR                | 29 | Tomasz Kuszczak     |       |     |
| DEF                | 21 | Rafael da Silva     |       |     |
| DEF                | 23 | Jonny Evans         |       |     |
| MIG                | 17 | Nani                |       |     |
| MIG                | 18 | Paul Scholes        | 81'   | 75' |
| DAV                | 9  | Dimitr Berbàtov     |       | 66' |
| DAV                | 32 | Carlos Tévez        |       | 46' |
| Entrenador:        |    |                     |       |     |
| Sir Alex Ferguson  |    |                     |       |     |

| Home del partit segons la UEFA: Xavi Home del partit segons els seguidors: Lionel Messi |

## Quadre resum
|  | Vuitens de final        | Vuitens de final  |                      |      | Quarts de final | Quarts de final |  |  | Semifinals | Semifinals |  |  | Final | Final |
|  |                         |                   |                      |      |                 |                 |  |  |            |            |  |  |       |       |
|  | 24 de febrer-11 de març |                   |                      |      |                 |                 |  |  |            |            |  |  |       |       |
|  |                         |                   |                      |      |                 |                 |  |  |            |            |  |  |       |       |
|  | Olympique Lyonnais      | 3                 |                      |      |                 |                 |  |  |            |            |  |  |       |       |
|  | Olympique Lyonnais      | 3                 | 8-14 d'abril         |      |                 |                 |  |  |            |            |  |  |       |       |
|  | FC Barcelona            | 6                 |                      |      |                 |                 |  |  |            |            |  |  |       |       |
|  | FC Barcelona            | 6                 | FC Barcelona         | 5    |                 |                 |  |  |            |            |  |  |       |       |
|  | 25 de febrer-10 de març |                   | FC Barcelona         | 5    |                 |                 |  |  |            |            |  |  |       |       |
|  |                         | Bayern de Múnic   | 1                    |      |                 |                 |  |  |            |            |  |  |       |       |
|  | Sporting Lisboa         | Bayern de Múnic   | 1                    | 1    |                 |                 |  |  |            |            |  |  |       |       |
|  | Sporting Lisboa         |                   | 28 d'abril-6 de maig | 1    |                 |                 |  |  |            |            |  |  |       |       |
|  | Bayern de Múnic         | 12                |                      |      |                 |                 |  |  |            |            |  |  |       |       |
|  | Bayern de Múnic         | 12                | FC Barcelona         | 1    |                 |                 |  |  |            |            |  |  |       |       |
|  | 25 de febrer-10 de març |                   | FC Barcelona         | 1    |                 |                 |  |  |            |            |  |  |       |       |
|  |                         | Chelsea FC        | 1                    |      |                 |                 |  |  |            |            |  |  |       |       |
|  | Reial Madrid            | Chelsea FC        | 1                    | 0    |                 |                 |  |  |            |            |  |  |       |       |
|  | Reial Madrid            | 8-14 d'abril      |                      | 0    |                 |                 |  |  |            |            |  |  |       |       |
|  | Liverpool FC            | 5                 |                      |      |                 |                 |  |  |            |            |  |  |       |       |
|  | Liverpool FC            | 5                 | Liverpool FC         | 5    |                 |                 |  |  |            |            |  |  |       |       |
|  | 25 de febrer-10 de març |                   | Liverpool FC         | 5    |                 |                 |  |  |            |            |  |  |       |       |
|  |                         | Chelsea FC        | 7                    |      |                 |                 |  |  |            |            |  |  |       |       |
|  | Chelsea FC              | Chelsea FC        | 7                    | 3    |                 |                 |  |  |            |            |  |  |       |       |
|  | Chelsea FC              |                   | 27 de maig           | 3    |                 |                 |  |  |            |            |  |  |       |       |
|  | Juventus FC             | 2                 |                      |      |                 |                 |  |  |            |            |  |  |       |       |
|  | Juventus FC             | 2                 | FC Barcelona         | 2    |                 |                 |  |  |            |            |  |  |       |       |
|  | 24 de febrer-11 de març |                   | FC Barcelona         | 2    |                 |                 |  |  |            |            |  |  |       |       |
|  |                         | Manchester United | 0                    |      |                 |                 |  |  |            |            |  |  |       |       |
|  | Inter Milano            | Manchester United | 0                    | 0    |                 |                 |  |  |            |            |  |  |       |       |
|  | Inter Milano            | 7-15 d'abril      |                      | 0    |                 |                 |  |  |            |            |  |  |       |       |
|  | Manchester United       | 2                 |                      |      |                 |                 |  |  |            |            |  |  |       |       |
|  | Manchester United       | 2                 | Manchester United    | 3    |                 |                 |  |  |            |            |  |  |       |       |
|  | 24 de febrer-11 de març |                   | Manchester United    | 3    |                 |                 |  |  |            |            |  |  |       |       |
|  |                         | FC Porto          | 2                    |      |                 |                 |  |  |            |            |  |  |       |       |
|  | Atlètic de Madrid       | FC Porto          | 2                    | 2    |                 |                 |  |  |            |            |  |  |       |       |
|  | Atlètic de Madrid       |                   | 29 d'abril-5 de maig | 2    |                 |                 |  |  |            |            |  |  |       |       |
|  | FC Porto                | 2                 |                      |      |                 |                 |  |  |            |            |  |  |       |       |
|  | FC Porto                | 2                 | Manchester United    | 4    |                 |                 |  |  |            |            |  |  |       |       |
|  | 25 de febrer-10 de març |                   | Manchester United    | 4    |                 |                 |  |  |            |            |  |  |       |       |
|  |                         | Arsenal FC        | 1                    |      |                 |                 |  |  |            |            |  |  |       |       |
|  | Vila-real CF            | Arsenal FC        | 1                    | 3    |                 |                 |  |  |            |            |  |  |       |       |
|  | Vila-real CF            | 7-15 d'abril      |                      | 3    |                 |                 |  |  |            |            |  |  |       |       |
|  | Panathinaikos FC        | 2                 |                      |      |                 |                 |  |  |            |            |  |  |       |       |
|  | Panathinaikos FC        | 2                 | Vila-real CF         | 1    |                 |                 |  |  |            |            |  |  |       |       |
|  | 24 de febrer-11 de març |                   | Vila-real CF         | 1    |                 |                 |  |  |            |            |  |  |       |       |
|  |                         | Arsenal FC        | 4                    |      |                 |                 |  |  |            |            |  |  |       |       |
|  | Arsenal FC              | Arsenal FC        | 4                    | 1(7) |                 |                 |  |  |            |            |  |  |       |       |
|  | Arsenal FC              |                   |                      | 1(7) |                 |                 |  |  |            |            |  |  |       |       |
|  | AS Roma                 | 1(6)              |                      |      |                 |                 |  |  |            |            |  |  |       |       |
|  | AS Roma                 | 1(6)              |                      |      |                 |                 |  |  |            |            |  |  |       |       |

| Guanyador de la Lliga de Campions 2008-09 |
| ----------------------------------------- |
| FC Barcelona Tercer títol                 |

## Màxims golejadors
Els màxims golejadors de la Lliga de Campions de la UEFA 2008-09 (excloent les rondes de classificació) foren els següents:
| Pos. | Jugador              | Equip              | Gols | Temps jugat | Minuts per gol |
| ---- | -------------------- | ------------------ | ---- | ----------- | -------------- |
| 1    | Lionel Messi         | FC Barcelona       | 9    | 982'44"     | 109'12"        |
| 2    | Steven Gerrard       | Liverpool FC       | 7    | 580'36"     | 82'57"         |
| 2    | Miroslav Klose       | Bayern de Múnic    | 7    | 680'07"     | 97'10"         |
| 4    | Lisandro López       | FC Porto           | 6    | 943'11"     | 157'12"        |
| 5    | Emmanuel Adebayor    | Arsenal FC         | 5    | 627'33"     | 125'31"        |
| 5    | Alessandro Del Piero | Juventus FC        | 5    | 688'14"     | 137'39"        |
| 5    | Didier Drogba        | Chelsea FC         | 5    | 702'31"     | 140'30"        |
| 5    | Robin van Persie     | Arsenal FC         | 5    | 716'34"     | 143'19"        |
| 5    | Thierry Henry        | FC Barcelona       | 5    | 717'50"     | 143'34"        |
| 5    | Karim Benzema        | Olympique Lyonnais | 5    | 731'13"     | 146'15"        |

- Font: Màxims golejadors - Final - Dimecres 27 de maig 2009 (després del partit) (consulta: 27-5-09)